# Irene (orkaan, 2011)
Irene is een tropische cycloon die vanaf 14 augustus 2011 over de Caraïben trok en naar de oostkust van de Verenigde Staten doorstootte tot de orkaan op 29 augustus volledig was afgezwakt.
De avond van 20 augustus nam een groot gebied van lage luchtdruk een dusdanig vorm aan dat het werd erkend als tropische cycloon. Het trok over de Benedenwindse Eilanden op 21 augustus. Orkaan en stormwaarschuwingen zijn van kracht in Puerto Rico, Hispaniola, de Maagdeneilanden en andere Caribische eilanden in deze lijn. Op 22 augustus zwol Irene aan tot orkaankracht (Categorie 1) met windsnelheden tot 120 km/h en een luchtdruk van 987 mbar. Hiermee werd het de eerste orkaan van het seizoen. Op 24 augustus zwol Irene aan tot orkaan van categorie 3. Op Puerto Rico heeft Irene voor meer dan US$152 miljoen aan schade aangericht en de schattingen voor de totale schade loopt op tot US$500 miljoen.
De burgemeester van New York Michael Bloomberg liet op vrijdag 26 augustus kwetsbare wijken ontruimen. Minstens 250.000 mensen verlieten hun huis, de eerste keer dat zo'n maatregel genomen wordt. Kwetsbare zones bevinden zich in Brooklyn, Queens, Staten Island en het zuiden van Manhattan.
Het dodental eindigde op 49 met bijkomend 12 indirect gerelateerde overlijdens en de schade in de Verenigde Staten liep op tot 16,6 miljard dollar.